# Novo selo (distrikt i Ruse)
Novo selo (bulgariska: Ново село) är ett distrikt i Bulgarien.   Det ligger i kommunen Obsjtina Ruse och regionen Ruse, i den nordöstra delen av landet, 260 km nordost om huvudstaden Sofia.
Trakten runt Novo selo består till största delen av jordbruksmark. Runt Novo selo är det ganska glesbefolkat, med 35 invånare per kvadratkilometer.